# Женсько (Хощенський повіт)
Женсько (пол. Żeńsko) — село в Польщі, у гміні Кшенцин Хощенського повіту Західнопоморського воєводства.
Населення — 344 особи (2011).
У 1975-1998 роках село належало до Гожовського воєводства.

## Демографія
Демографічна структура станом на 31 березня 2011 року:
|          | Загалом | Допрацездатний вік | Працездатний вік | Постпрацездатний вік |
| -------- | ------- | ------------------ | ---------------- | -------------------- |
| Чоловіки | 180     | 46                 | 122              | 12                   |
| Жінки    | 164     | 33                 | 101              | 30                   |
| Разом    | 344     | 79                 | 223              | 42                   |